# Keishen Bean
Keishen Bean (Paget, 17 marzo 1987) è un calciatore bermudiano, attaccante del North Village Rams.